# Reunions
Reunions è il settimo album in studio del cantante statunitense Jason Isbell, accompagnato dalla sua band The 400 Unit. Il disco è stato pubblicato il 15 maggio 2020.

## Tracce
Testi e musiche di Jason Isbell.
1. What've I Done To Help – 6:40
2. Dreamsicle – 3:44
3. Only Children – 3:57
4. Overseas – 5:07
5. Running With Our Eyes Closed – 3:42
6. River – 3:22
7. Be Afraid – 3:19
8. St. Peter's Autograph – 4:11
9. It Gets Easier – 3:47
10. Letting You Go – 3:23